# 紀伊國屋書店

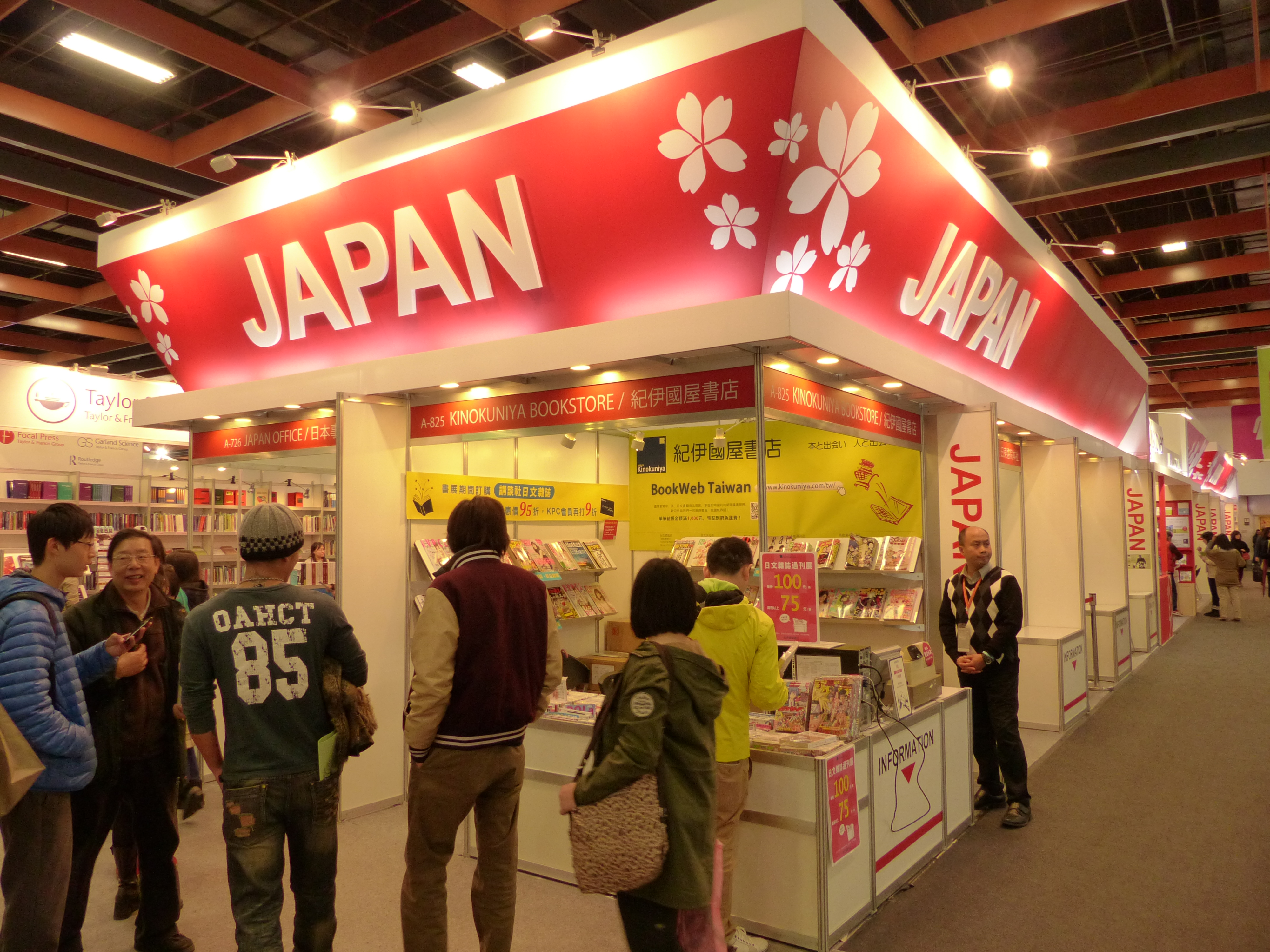
2014台北書展的攤位

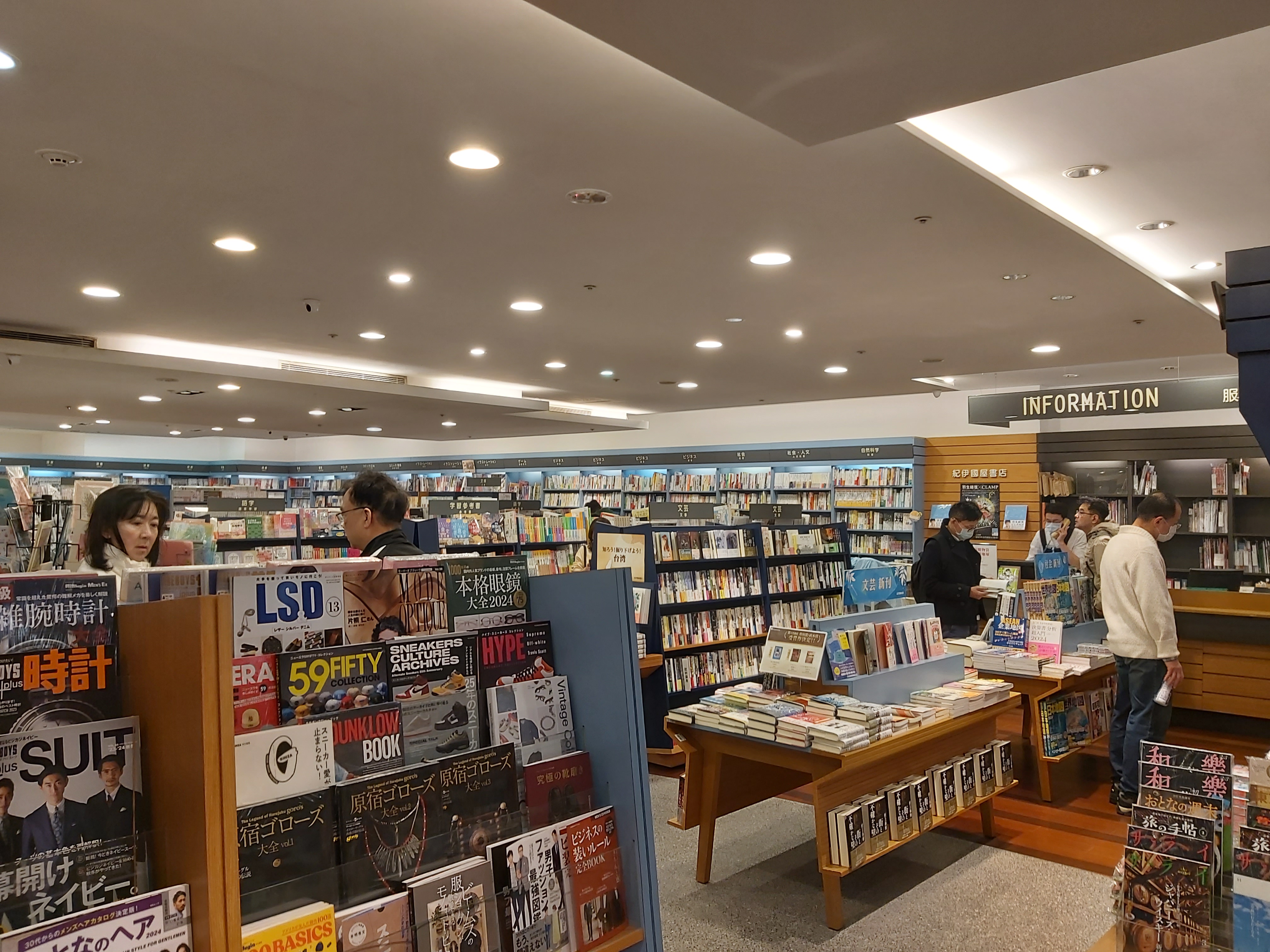
紀伊國屋書店臺北微風店

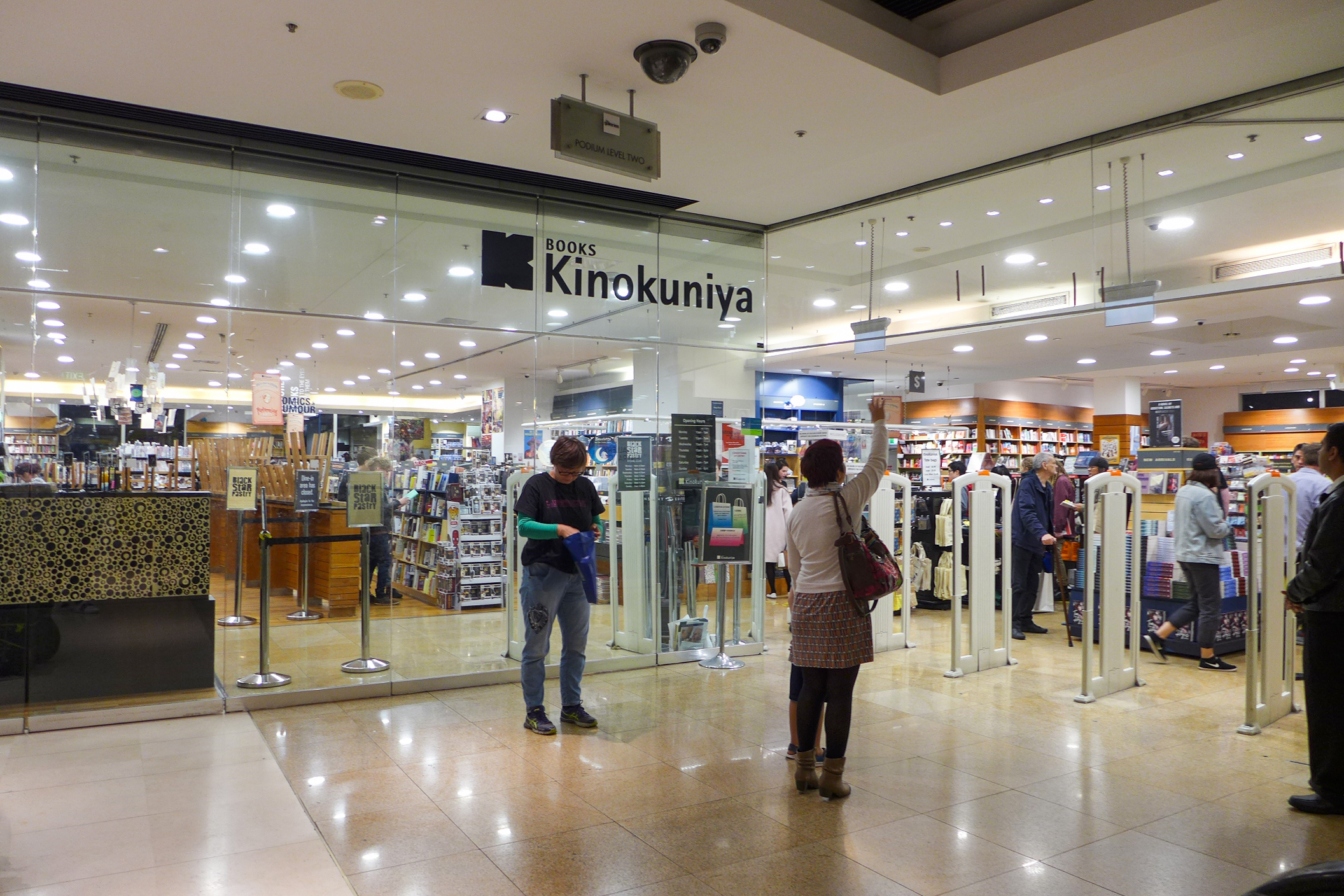
紀伊國屋書店悉尼The Galeries店

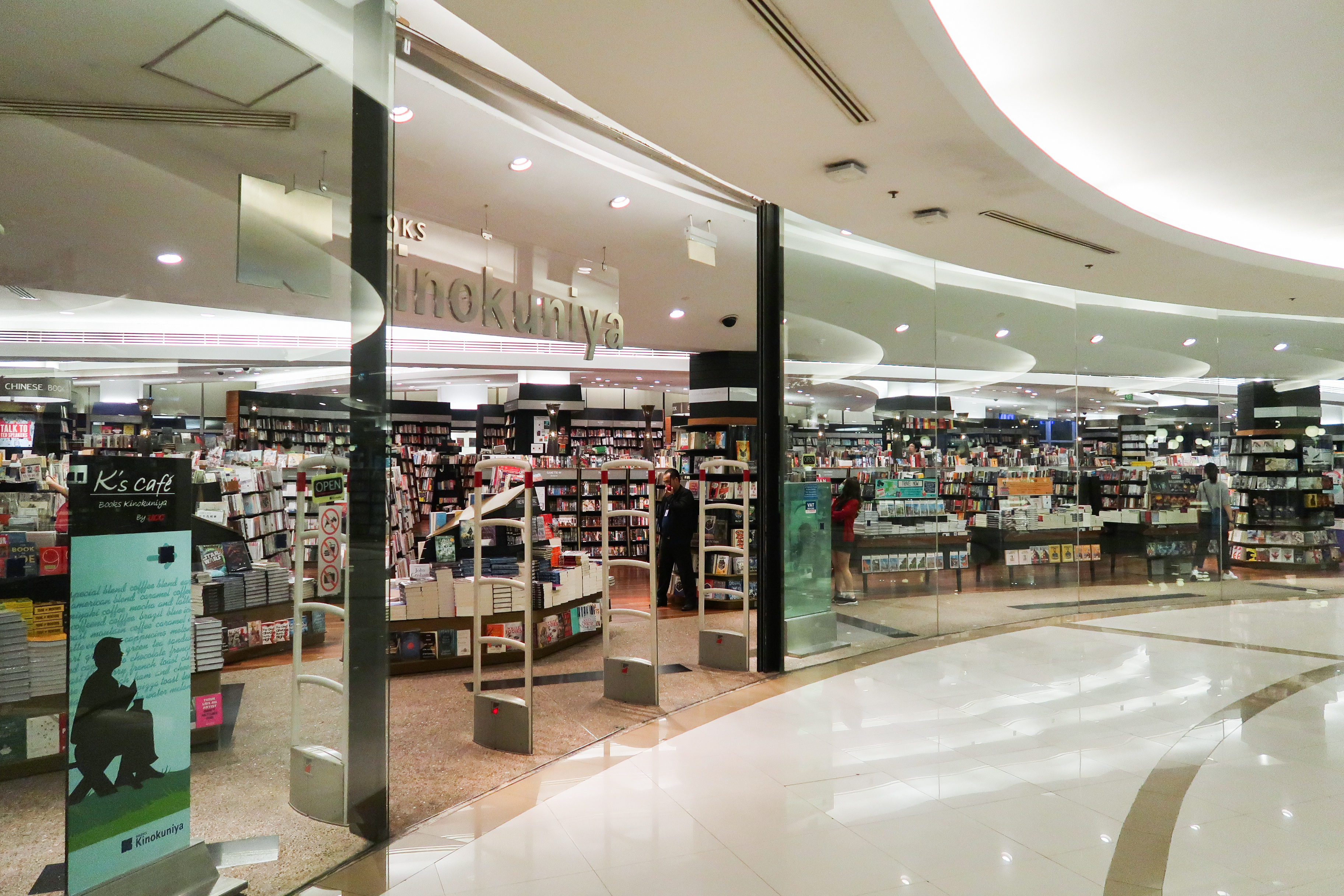
紀伊國屋書店曼谷暹羅百麗宮店

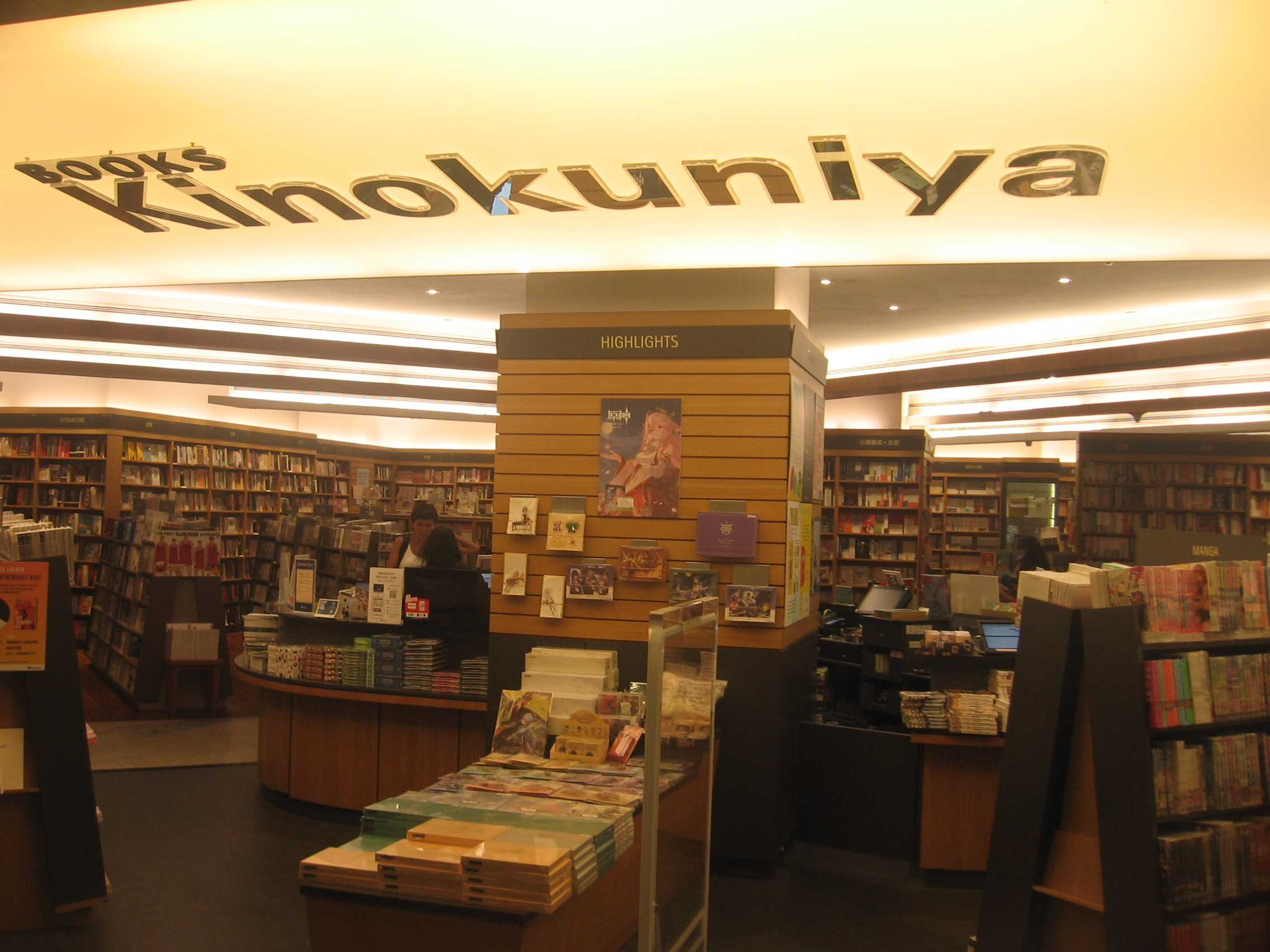
紀伊國屋書店新加坡烏節路義安城店

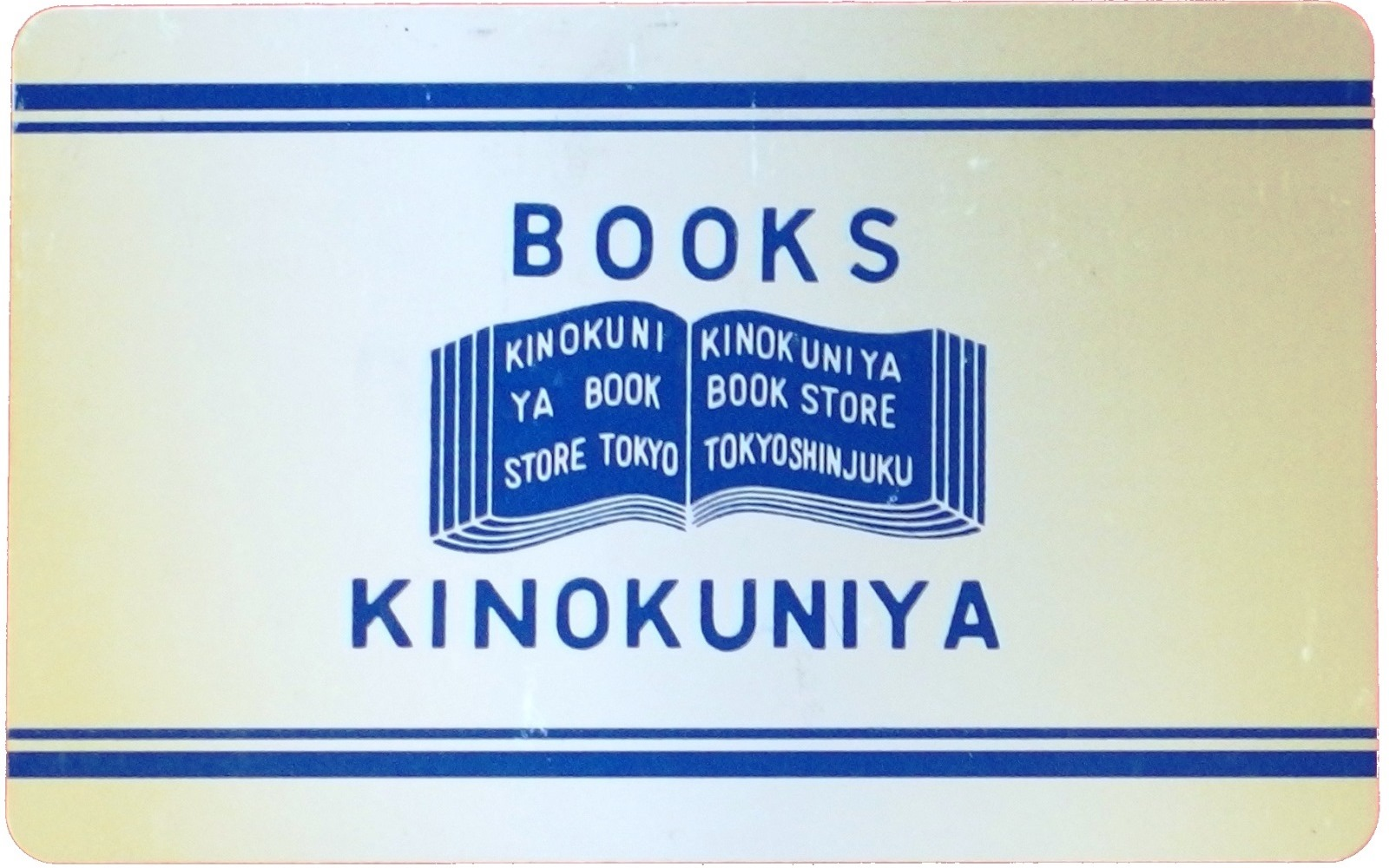
紀伊國屋書店積分卡

紀伊國屋書店（日语：紀伊國屋書店），簡稱紀伊國屋，是日本一家由株式会社紀伊國屋書店經營的連鎖書店及出版商，第一家書店在1927年1月22日創立於東京新宿。其名之意為「紀伊國的書店」。總部位於東京都目黒区。

## 簡史
紀伊國屋在1927年成立以來，原本只販售日文書籍。在第二次世界大戰之後，日本人為了吸收新知，對外文書的需求殷切，當時的社長松原治看出這方面的市場，就從1951年起開始引進外文書，也讓紀伊國屋創下營業佳績。
1964年，紀伊國屋將位於東京的新宿分店，從原本30坪，大舉擴充到200坪，一躍成為日本的大型書店。
1969年，紀伊國屋首次在海外開設分店，第一家海外分店位於美國加州的舊金山，隨後陸續開設其他海外分店。紀伊國屋成了將日本書籍和文化輸出海外的重要橋樑，而海外分店也是日本本地分店及其他海外分店採購當地語文書籍的窗口。臺灣分店於1987年成立於臺北市，目前共有四家分店。
馬來西亞的两家紀伊國屋則分别位于吉隆坡陽光廣場4樓和敦拉萨国际贸易购物天堂2樓。

## 分店

### 日本海外

#### 美国
- 加利福尼亚州
  - 洛杉矶市，小东京
  - 旧金山市，日本町
  - 聖荷西
  - 圣莫尼卡
  - 科斯塔梅薩
- 华盛顿州
  - 西雅圖
- 俄勒冈州
  - 比佛頓市
- 纽约州
  - 纽约市，布莱恩特公园
- 新泽西州
  - 埃奇沃特
- 伊利诺伊州
  - 阿灵顿海茨
- 德克萨斯州
  - 奧斯汀
  - 卡羅爾頓
  - 普莱诺

#### 臺灣
| 縣市   | 地點   | 名稱       |
| 臺北市 | 松山區 | 微風店     |
| 臺中市 | 西區   | 中港店     |
| 高雄市 | 左營區 | 漢神巨蛋店 |

#### 泰國
- 曼谷：暹羅百麗宮店、中央世界商業中心店、EmQuartier店

#### 新加坡
- 義安城
- 白沙浮商業城（英语：Bugis Junction）
- 裕廊東店

#### 马来西亚
- 吉隆坡：陽光廣場店、敦拉萨国际贸易购物天堂店

#### 印度尼西亞
- 雅加达：西武百貨店

#### 柬埔寨
- 金边：永旺夢樂城店

#### 緬甸
- 仰光：仰光国际机场店

#### 
- 悉尼：The Galeries店

#### 阿联酋
- 迪拜：杜拜購物中心店
- 阿布扎比：The Galleria Al Maryah Island店

## 外部連結
- （日語）日本紀伊國屋書店 （页面存档备份，存于）
- （繁體中文）臺灣紀伊國屋書店 （页面存档备份，存于）
  - 紀伊國屋書店（台灣）的Facebook專頁
  - 紀伊國屋書店股份有限公司—台灣公司資料
- （英文）（日語）（简体中文）馬來西亞伊國屋書店 （页面存档备份，存于）